# 住友電装
住友電装株式会社（すみともでんそう、Sumitomo Wiring Systems, Ltd. ）は、住友グループのワイヤーハーネスを製造する企業。住友グループ広報委員会に参加する。
ワイヤーハーネスでは住友電気工業と併せて世界シェア1位、世界シェア26%を占め高い技術力を有する。住友理工とは兄弟会社である。

## 主力製品・事業
- 自動車用ワイヤーハーネス
- 機器用ワイヤーハーネス
- ワイヤーハーネス構成部品 - コネクタ・自動車用電線・多重機能付きECU内蔵JB等
- モジュール化製品
- カーエレクトロニクス

## 事業所所在地
- 本社 -三重県四日市市浜田町5-28
- 四日市製作所（旧・本社）-三重県四日市市西末広町1-14
- 東京本社・東京事務所 -東京都港区元赤坂1丁目3-13 赤坂センタービルディング11階
- 名古屋事務所 - 名古屋市西区牛島町6-1 名古屋ルーセントタワー20階
- 大阪事務所 - 大阪市中央区今橋4丁目3-18 HK今橋ビル3階

### 生産拠点
- 小山製造技術センター - 栃木県小山市花垣町2丁目7-16
- 茨城事業所 - 茨城県結城郡八千代町大字平塚4311-1
- 鈴鹿製作所 - 三重県鈴鹿市三日市町字中之池1820
- 御薗事業所 - 三重県鈴鹿市徳田町字間瀬口640-1
- 津製作所 - 三重県津市新家町530-1

## 沿革
- 1917年
  - 2月 - 東海電線製造所として創業。初代社長は伊藤小左衛門。伊藤家の企業として裸線および被覆線の製造販売を始める。
  - 12月 - 東海電線株式会社に改組。
- 1931年10月 - 住友電線製造所（現・住友電気工業）と技術・資本提携。
- 1957年9月 - 川崎航空機工業株式会社のバス用ワイヤーハーネスの生産開始。
- 1959年
  - 2月 - 二輪車用ワイヤーハーネスを生産開始。
  - 5月 - ワイヤーハーネス専用工場完成操業開始。
- 1960年 - 三輪自動車用ハーネスの生産開始。
- 1961年 - 四輪車用・機器用ワイヤーハーネスの生産開始。
- 1965年7月 - 狭山工場を開設　関東地区の自動車メーカーへのサービスステーションとして機能。
- 1967年2月 - 泉電線株式会社と合併、堺製作所を開設、鈴鹿製作所を開設、東京支店を開設、大阪支店を開設。
- 1968年3月 - 鈴鹿製作所に通信ケーブル工場完成。
- 1970年3月 - 大阪製作所を開設、堺製作所を移設。
- 1973年9月 - 名古屋支店を開設。
- 1985年4月 - 住友電装株式会社に社名変更。
- 1986年11月 - 名古屋証券取引所上場。
- 1995年4月 - 住友電気工業と共にハーネス総合技術研究所（現・オートネットワーク技術研究所）を設立。
- 1999年5月 - イギリスLUCAS SEI WIRING SYSTEMS LTD.を買収。
- 2002年5月 - 協立ハイパーツ株式会社を買収し、完全子会社化。
- 2004年11月 - 韓国・京信工業の株式取得。
- 2006年3月 - ドイツ・フォルクスワーゲンボードネッツェ買収。
- 2007年
  - 5月 - 8月に住友電気工業の完全子会社となることを発表。
  - 7月 - 住友電気工業との株式交換により名古屋証券取引所上場廃止。
- 2008年
  - 7月 - エジプトにSE Wiring Systems Egypt S.A.Eを設立。
  - 9月 - チュニジアにSE Bordnetze Tunisia S.A.R.L.を設立。
- 2009年6月 - 東京本社を芝浦に移転。
- 2013年
  - 1月 - 東京本社を元赤坂に移転。
  - 5月 - 四日市本社を近鉄四日市駅近くに移転。
- 2017年12月 - 設立100周年。

## 主要関係会社

### 国内グループ企業
ワイヤーハーネス
- SWS東日本（東北住電装、協立ハイパーツ、協立ハーネス、関東住電装を統合）
- SWS西日本（九州住電装、北陸ハーネス、東洋ハーネス、新宮ハーネスを統合）
- 中越住電装
- エスディエンジニアリング
- 住電装プラテック
- 住電装プレシジョン

コーポレートスタッフ
- 住電装サービス
- エスダブリュエスマネジメントサポート
- SWSスマイル株式会社

### 関係会社
- オートネットワーク技術研究所（住友電気工業と共同出資）
- 住電エレクトロニクス（住友電気工業と共同出資）
- 住友電工情報システム（住友電気工業と共同出資）
- SEIロジネット
- S&S コンポーネンツ